# Joana de Penthièvre
Joana de Penthièvre anomenada la Coixa, nascuda el 1319, morta el 10 de setembre de 1384, fou Duquessa de Bretanya, senyora de Mayenne, d'Avaugour, de l'Aigle i de Châtelaudren, comtessa de Penthièvre i de Goëllo, Vescomtessa de Llemotges; era filla de Guiu de Bretanya, comte de Penthièvre i vescomte de Llemotges, i de Joana, senyora d'Avaugour, i comtessa de Goëllo.

## Biografia

### Matrimoni i descendència
Es va casar el 4 de juny de 1337 amb Carles de Blois, nebot de Felip VI de França i va tenir:
- Joan I de Châtillon (1345 † 1404), comte de Penthièvre, vescomte de Llemotges.
- Guiu, enviat com a ostatge a Anglaterra, on va morir.
- Enric, mort el 1400.
- Maria (1345 † 1404), comtessa de Guisa, casada el 1360 amb Lluís I de Nàpols duc d'Anjou (1339 † 1384), comte del Maine, comte de Provençs i de Forcalquier.
- Margarida, casada el 1351 amb Carles de la Cerda († 1354), comte d'Angulema.

És en ocasió del seu matrimoni que el famós Bertrand du Guesclin es va donar a conèixer per primera vegada.

### Aspirant al ducat de Bretanya
Va fer valer per les armes els seus drets a la successió de Bretanya contra Joan II de Montfort, el seu oncle, espòs de Joana de Flandes, el que va donar lloc a la guerra de Successió Bretona. Esperonant al seu marit Carles de Blois, va refusar un compromís que hauria posat fi pacíficament a la guerra per un repartiment de Bretanya i que li hauria reservat la meitat nord. Per això Carles de Blois va atacar a Auray però hi va trobar la mort el 1364.
Després d'aquesta derrota, va haver de renunciar pel primer tractat de Guérande a la seva sobirania sobre Bretanya, tot conservant el titula ducal durant la seva vida.
El 9 dfe juliol de 1369 Joana va posar el vescomtat de Llemotges, que Du Guesclin havia alliberat del domini anglès, sota el control de Carles V de França, que li va retornar la investidura el mateix dia., i després li va confirmar el 13 de gener de 1380 per carta patent.; alguns diuen que el va recuperar des de 1371, de fet no en va rebre llavors més que alguns terrenys a Llemotges, lloc de la Motte, en resposta a la submissió del castell de Llemotges a Carles V).

### Fi de la seva vida
El 1379, mentre que Joan V se n'havia hagut d'anar a l'exili a Anglaterra, va rebre malament la notícia que el rei de França Carles V hagués volgut annexar Bretanya amb menyspreu dels seus drets i dels dels seus fills. Va ser al primer rang dels bretons que van cridar Joan V del seu exili anglès, i després el van acollir al seu desembarcament.
Després de la mort de Carles V de França, va signar el 15 de gener de 1381 el Segon tractat de Guérande pel qual va obtenir una renda substancial i la possibilitat per als seus hereus de recuperar el ducat si Joan V no tingués descendència. El problema de successió estava finalment regulat.
Va ser inhumada al cor de l'església dels germans Menors de Guingamp.